# Solnhofen
Solnhofen é um município da Alemanha, situado no distrito de Weißenburg-Gunzenhausen, no estado da Baviera. Tem 13,50 km² de área, e sua população em 2019 foi estimada em 1.748 habitantes.